# Ardiaták
Az ardiaták (ógörög Άρδιαϊοι / Ardiaioi, latin Ardiaei, Vardaei) az illírek közé tartozó ókori törzs volt. A forrásokban első ízben az i. e. 4. században említett népcsoport hagyományos szállásterülete az Adriai-tenger partvidéke volt a Narón folyó mellékén, ahol a közeli görög gyarmatvárosoknak köszönhetően gazdaságilag megerősödtek. Idővel elismert hajósokká és hírhedt kalózokká váltak, s előbb portyázás, majd területhódítás céljával déli irányban kiterjesztették befolyásukat az Adriai-tenger partvidékén. Egyes korabeli források szerint az Illír Királyság kb. i. e. 260-tól i. e. 168-ig uralkodó királyai – II. Pleuratosztól Genthioszig – az ardiaták közül kerültek ki, ezért a történeti munkákban általánosan ardiata Illír Királyságként, ardiata királyságként vagy az Illír Királyság ardiata házaként utalnak erre a korszakra. Ugyanakkor kétségekkel terhelt kérdés, szakmai viták tárgya, hogy e dinaszták törzsi hovatartozásukat tekintve valóban ardiaták voltak-e. Annyi bizonyos, hogy bár az ardiata szállásterület e századok során némileg délebbre helyeződött át, az Illír Királyság hatalmi centruma nem itt, hanem délebbre, a taulant és labeát vidékeken alakult ki (Lisszosz, Szkodra). Az Illír Királyság i. e. 168-as római meghódítását követően az ardiaták egyre távolabb kényszerültek a partvidéktől, és számuk is megfogyatkozott az i. e. 2. század fegyveres konfliktusaiban. Utolsó említésük az i. sz. 1. századra tehető.

## Területük és településeik
Az ardiata népnév egyes nézetek szerint arra utal, hogy a törzs eredeti hazája a Dinári-hegység volt, amelyet az ókori hellenisztikus világban Adrion (Άδριον) néven ismertek (így említi többek között Sztrabón is). Sztrabón vélhetően a latin Vardaei alak hatására már vardaiták (Οὐαρδαῖοι), a 12. századi bizánci történetíró, Ióannész Zónarasz pedig szardiaták (Σάρδιαϊοι) néven is hivatkozott rájuk.

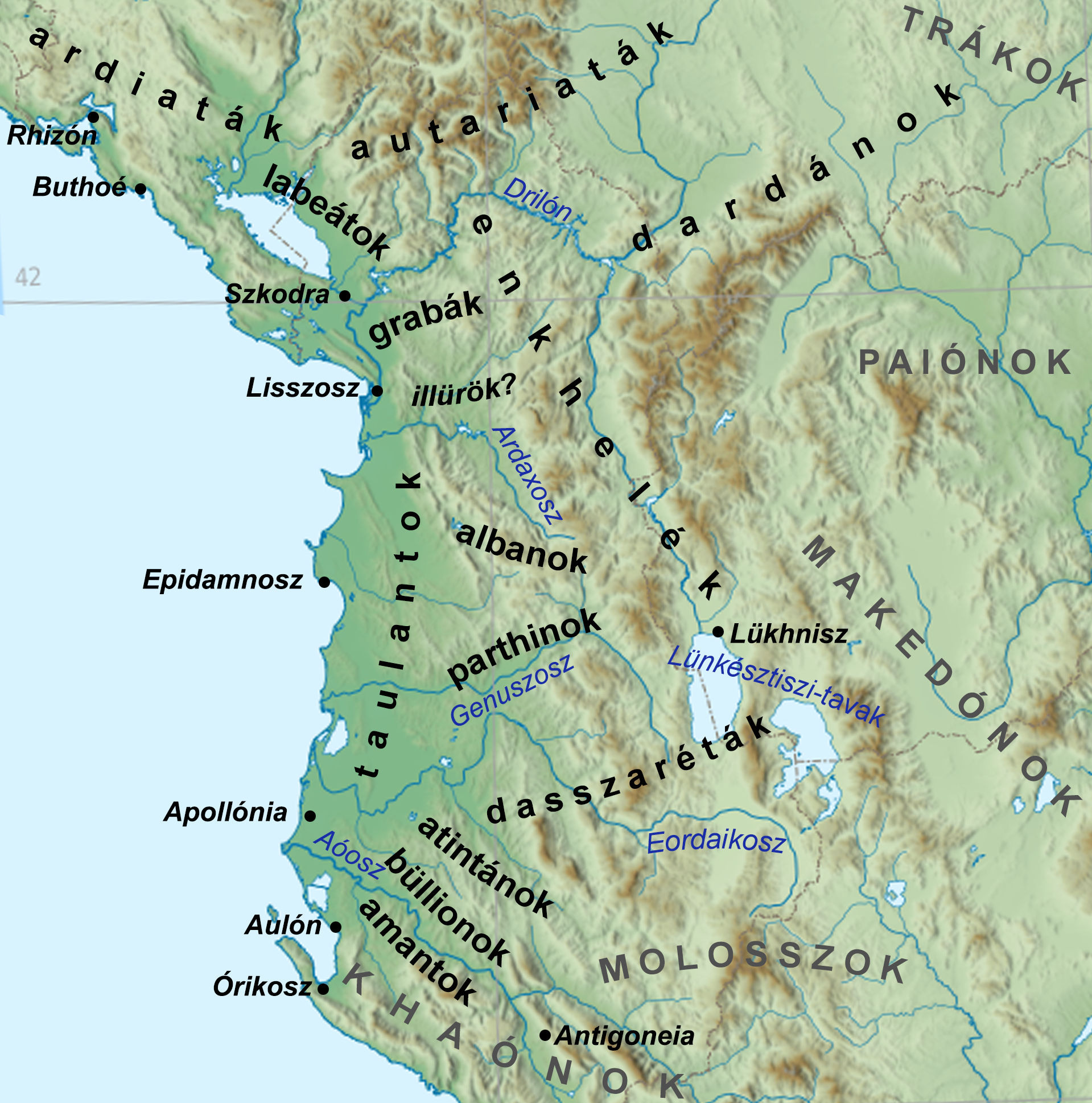
A jelentősebb délillír törzsek hozzávetőleges szállásterülete és szomszédaik az században

A történeti források szerint az ardiaták az i. e. 4. századig az Adriai-tenger partvidékén, a Pharosz szigetével (ma Hvar) szemközti partokon, a Narón (Neretva) jobb partján éltek, nagyjából a mai Bosznia-Hercegovina délnyugati részén, Horvátország déli peremén. Sztrabón feljegyzéséből tudjuk, hogy az ardiaták és az autariaták már e korai időpontban egymás szomszédai voltak. Ugyancsak az i. e. 4. századból ismert az az anekdotaszerű történet, amely szerint az ardiaták és az autariaták hosszasan vetélkedtek egy a határukon fekvő sósvízű forrás birtoklása felett. Az adriai partvidék görög gyarmatosítása, a már két évszázada virágzó Epidaurosz mellett Pharosz és Issza i. e. 4. századi alapítása serkentően hatott a partvidéki ardiaták kereskedelmi kapcsolataira. A század folyamán koinonba szerveződtek, és gazdaságilag megerősödve déli irányba terjeszkedtek. Ennek az i. e. 4. század első felében megindult és az i. e. 3. század közepéig, II. Pleuratosz illír király uralkodásáig lezárult expanziónak a pontos természete kérdőjelekkel terhelt. Abban egyetértés van, hogy hajós népekként elsősorban a partvidéki területeken terjeszkedtek, de arra való utalások is ismertek, hogy a szárazföld belsejébe is benyomultak: az autariaták területe például éppen a nyugatról nyomuló ardiata, illetve a keletről bevándorló dardán néptörzsek miatt szűkült le ebben az időszakban. Egyes feltevések szerint gyors járatú lemboszaiknak köszönhetően tengerjáró nép hírében álló, az i. e. 3. századtól rettegett kalózokként is hírhedt ardiaták az útjukba kerülő illír törzseket egyfajta alávetettségbe taszították. Az i. e. 4. században élt történetíró, Theopomposz kortársi tanúsága szerint az – egyébként mértéktelen iszákosságukról és végeérhetetlen lakomáikról is nevezetes – ardiaták „szolganépeinek” száma elérte a 300 000-et, emellett több törzs fizetett sarcot nekik. Ez az adat kétféleképpen értelmezhető. Egyfelől lehetséges, hogy az ardiaták eleinte területhódítási célok nélkül, zsákmányszerzés végett kalandoztak az Adrián, I. Pürrhosz épeiroszi király halála után Epirusz, az i. e. 3. században pedig már Görögország peloponnészoszi és égei partvidékén is, e területek lakosságát meghódították és részben rabszolgává, részben sarcot fizető szolgáikká tették anélkül, hogy folyamatos adminisztratív vagy katonai fennhatóságot gyakoroltak volna felettük. Egy másik értelmezésként adódik, hogy hódításaik során, egyfajta föderatív félbarbár államalakulat keretein belül, már e korai időszakban egyesítették az útjukba eső illír törzseket, és – a spártai helótákhoz hasonlóan – a „szolganépek” alatt a háborús időben katonai szolgálattal tartozó, jobbágysorú réteget kell érteni. Ilyen hatalmas ardiata államalakulatról azonban az i. e. 4. század kapcsán nem tudnak az ókori forrásművek. A történettudomány csupán a már említett, kb. i. e. 260–250 között uralkodó II. Pleuratoszban látja az Illír Királyság ardiata házának alapítóját. Más szóval a fenti két értelmezés e társadalmi fejlődés két végpontját is leírhatja: az eleinte kizárólag zsákmányszerzésre összpontosító, kalandozó törzsi vezetők az i. e. 3. század közepére fokozatosan kiépítették félbarbár államalakulatukat, az ún. ardiata Illír Királyságot.
Hogy az eredetileg a Narón mentén élő ardiaták valóban délre vándoroltak volna, vagy csupán hatalmukat terjesztették ki déli irányban, szintén történettudományi vita tárgya. A fő bizonytalanságot az okozza, hogy amennyiben II. Pleuratosz és utódai, a rómaiak által i. e. 168-ban levert Genthioszig bezárólag, valóban ardiata uralkodókként álltak az Illír Királyság élén, miként lehetséges, hogy csaknem százesztendőnyi történelmük során csak elvétve terjesztették ki fennhatóságukat a Naróntól északra, azaz az ardiaták eredeti szállásterületére, hatalmi centrumuk, Lisszosz és Szkodra vidéke pedig a taulantok és a labeátok területén feküdt? Az ellentmondás részleges feloldásaként Fanula Papazoglu jugoszláv illirológus elmélete szerint az ardiaták eleve a Naróntól délre, a mai Montenegró területén éltek, vagy hódításaikkal párhuzamosan délebbre vándoroltak, így népesítették be az i. e. 3. századra a Rhizóni-öböl vidékét, a labeátoktól északra elterülő tengerparti és hegyvidéki részeket egyaránt.
Kifejezetten ardiaták által alapított vagy benépesített települést sem a korabeli források, sem a történettudományi munkák nem említenek. A szállásterületükön fekvő Epidaurosz városa görög polisz volt, Rhizón alapítási körülményeiről és lakosságáról pedig nincs adat. Utóbbiról csak annyit tudni biztosan, hogy az ardiata uralkodóházhoz tartozó Teuta királyné egyik erőssége és flottájának fő bázisa volt az első római–illír háború (i. e. 229–228) idején. Az ardiata Illír Királyság jelentősebb települései, Lisszosz taulant, Szkodra és Meteon pedig labeát szállásterületeken feküdtek.

## Az ardiata királyság problematikája

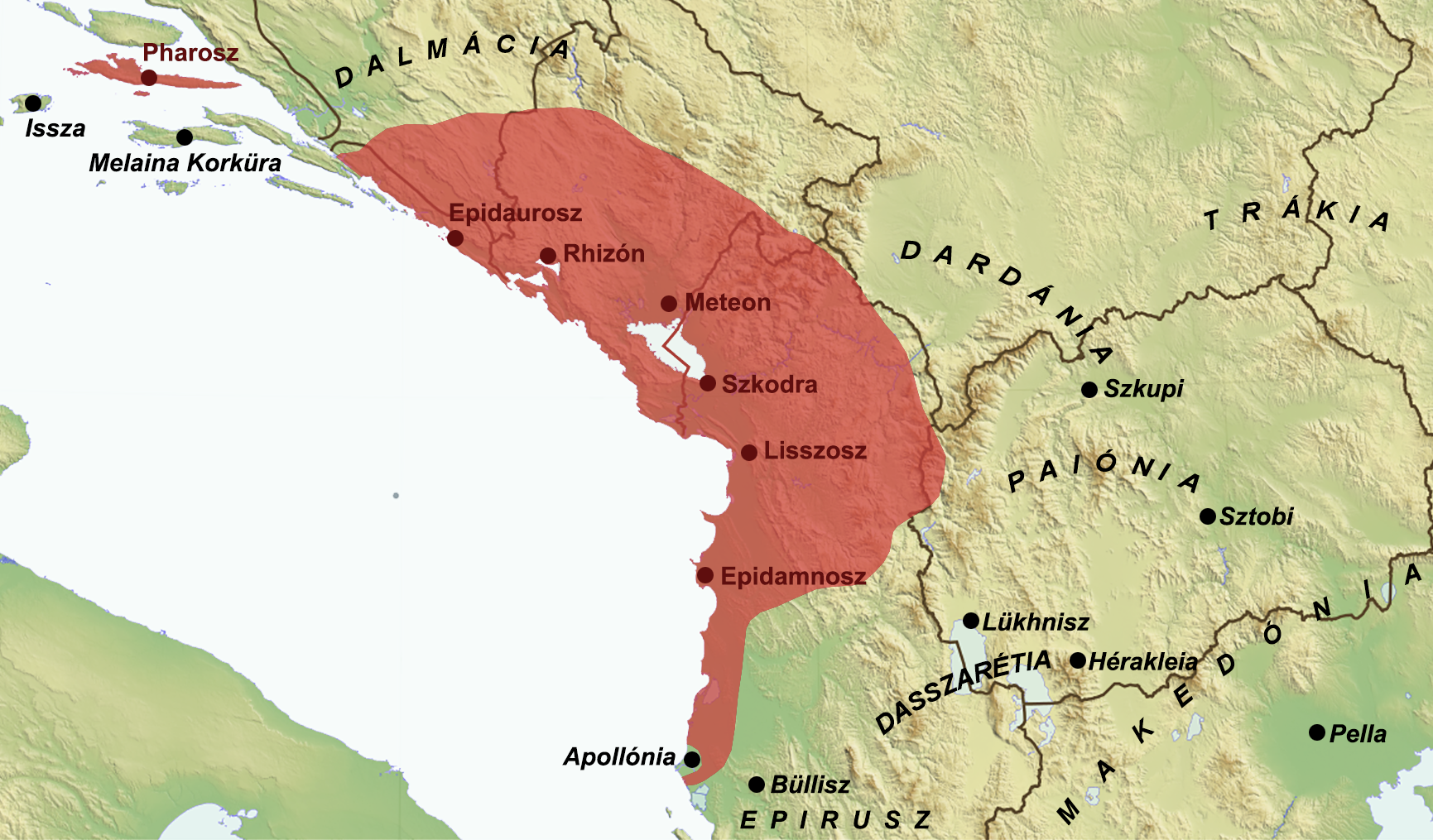
Az ardiata Illír Királyság feltételezett területe és főbb települései Agrón uralkodásának végén, (a mai országhatárok jelölésével)

Az i. e. 2. századi Polübiosz és nyomában Appianosz még törzsi hovatartozás nélkül, „az illírek királya” címmel utalt az ardiata illír uralkodóházat naggyá tevő, kb. i. e. 250 és 231 között uralkodó Agrón királyra. Egy évszázaddal Polübiosz után, Diodórosz Szikulosz – valamint később Kasszioszi Dión – azonban már az ardiaták vezéreként említi Agrónt.  A történettudományi munkák a 20–21. századra mégis egyöntetűen ardiata dinasztákként hivatkoznak az Illír Királyság utolsó, i. e. 260 és i. e. 168 között uralkodó királyaira, dacára az előző fejezetben említett földrajzi ellentmondásoknak és annak, hogy az ókori források sem egységesek e tekintetben. Az ardiaták törzsének és az i. e. 260–168 közötti illír uralkodóknak az összemosása megnehezíti az ardiata nép történetének feltérképezését is, az ardiaták kitétel e korszak kapcsán leggyakrabban a tucatnyi illír törzset egyesítő Illír Királyságra utal. Amikor Titus Livius arról írt, hogy V. Philipposz makedón király meghódította az ardiatákat, valójában az ardiata Illír Királyság székvárosára, Lisszoszra gondolt, és nem az ardiata törzsre. Sztrabón a három legnagyobb törzs között említette az ardiatákat – az autariaták és a dardánok mellett –, és azt is megjegyezte, hogy szomszédosak voltak a mai Macedónia területén élt paionokkal. Míg az autariaták és a dardánok történetük során valóban hatalmas területeket népesítettek be, az ardiatákról ugyanezt nem igazolják vissza a források, és csupán az ardiata Illír Királyságra, de nem az ardiata törzsre volt igaz, hogy keleti irányban Paioniáig ért volna a területe. Egyes kutatók, például Fanula Papazoglu egyenesen a korabeli források tévesztésének vélte és elvetette az Illír Királyság ardiata házának létezését; elfogadta bár az ardiata törzs korai, déli irányú vándorlásának hipotézisét, de az ardiatákat nem az Illír Királyság megkonstruálóinak, hanem csupán alattvalói egyikének tekintette. Ennek megfelelően írásaiban az idézőjeles „ardiata” királyság kitételt használta.
A diodóroszi passzus, mely szerint Agrón az ardiaták vezére volt, időnként a modern tudósokat is zavarba hozza. Az illírek történetének egyik legkorábbi kutatója, Johann Gustav Droysen az első névről ismert illír király, az i. e. 4. század első felében uralkodó Bardülisz kapcsán arra utalt, hogy az eddigiek alapján az sem lehet kizárt, hogy már ő is az ardiaták közül kerülhetett ki. Az utókor elméletét hamar elvetette, főként azért, mert Bardülisz hatalmi centruma, Enkhelé és Dasszarétia vidéke légvonalban is legkevesebb 300 kilométerre található a Narón völgyétől, és ez Bardülisz ardiata mivoltát meglehetősen valószínűtlenné teszi. Gustav Meyer abból kiindulva, hogy a Pleuratosz név kétszer is felbukkan az ardiata illír uralkodók sorában (II. Pleuratosz és III. Pleuratosz), az i. e. 4. század középső harmadában uralkodó Pleuratosz illír királyban az ardiaták egy korai királyát azonosította; bár megközelítését Hammond és Cabanes sem vetette el, a történettudományban Pleuratosz származását tekintve számos más elmélet is ismert.

## Kései történetük
Az ardiata királyság időszakából magának az ardiata törzsnek egyetlen említése ismert. Amikor az első római–illír háború (i. e. 229–228) végeztével a rómaiak megvetették a lábukat Illíriában, és a protektorátusuk alá vont területen három körzetet alakítottak ki, az északi a Pharosz és Issza szigeteivel szemközti partvidék, az ardiaták szállásterülete volt. Az i. e. 168 január–februárjában megvívott harmadik római–illír háború a rómaiak győzelmével, az Illír Királyság megszűnésével, és így az ardiata uralkodók bukásával zárult. Sajátos körülmény, hogy a háborúról és az azt lezáró békéről szóló beszámolók, például Titus Livius történeti munkája egy szóval sem említi az ardiatákat, pedig egyébként a Genthiosz Illír Királyságában élő törzseket részletesen felsorolja. Ez a körülmény akár arra is utalhat, hogy az ardiaták törzse nem az ardiata királyok által vezetett Illír Királyság területén élt. Az ezt követő időszakban is keveset hallani róluk. Amikor a Római Köztársaság már Illíria északi részén a dalmatákkal háborúzott, Appianosz szerint i. e. 135-ben az ardiaták és a pürák egymással összefogva fellázadtak a római fennhatóság ellen. 10 ezer gyalogos és 200 lovas katona élén Servius Fulvius Flaccus consul leverte őket, aminek következtében az ardiaták a tengerparti területekről a szárazföld belsejébe húzódtak. Appianosz és Sztrabón szerint ezt követően, feltehetően még az i. e. 2. században az autariaták viseltek hadat az ardiaták ellen, és bár maguk is nagy veszteségeket szenvedtek, végül megsemmisítették őket. Ez utóbbi adatnak ellentmond, hogy Cicero még ismerte az ardiatákat, az i. sz. 70-es években Plinius pedig a Naronai conventuson (Conventus Naronensis) belül az ardiaták számát mindössze 20 decuriára tette, azaz bár számuk eddigre jelentősen megfogyatkozott, még nem tűntek el a történelem színpadáról.